# Prąd Florydzki

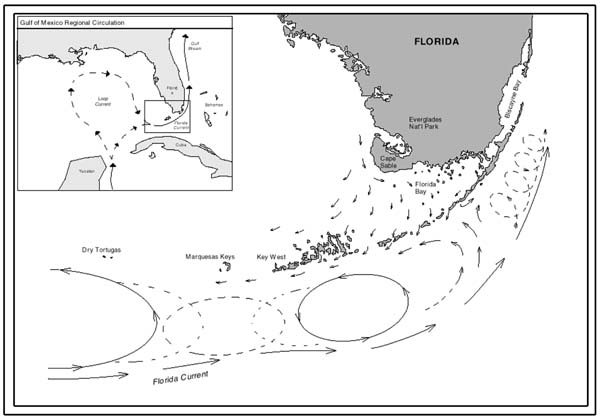

Prąd Florydzki – ciepły prąd morski, który powstaje w Zatoce Meksykańskiej następnie płynie przez
Cieśninę Florydzką w kierunku Wysp Bahama. Tam łączy się z Prądem Antylskim tworząc Prąd Zatokowy.